# Mars 1743
Cette page présente les faits marquants du mois de mars 1743.

## Événements
- 2 mars, guerre de l'oreille de Jenkins : les Britanniques attaquent La Guaira au Venezuela actuel, puis Puerto Cabello le 26 avril[1].